# Teclaia recincolae
Teclaia recincolae is een hydroïdpoliep uit de familie Laodiceidae. De poliep komt uit het geslacht Teclaia. Teclaia recincolae werd in 1999 voor het eerst wetenschappelijk beschreven door Gili, Bouillon, Pagès, Palanques & Puig. 